# Esporte Clube Brasília
Esporte Clube Brasília, mais conhecido com Brasília de Taguatinga, foi uma agremiação esportiva brasileira, sediada em Taguatinga, no Distrito Federal.[carece de fontes?] Eventualmente, muda de nome para Brasília Futebol Clube.

## História
O clube disputou o Campeonato Brasiliense de 1959 e 1969.

## Títulos
| DISTRITAIS | DISTRITAIS            | DISTRITAIS | DISTRITAIS |
|            | Competição            | Títulos    | Temporadas |
| ---------- | --------------------- | ---------- | ---------- |
|            | Departamento Autônomo | 1          | 1967       |

## Estatísticas

### Participações
| Competição                | Competição             | Temporadas | Melhor campanha           | Estreia | Última | P | R |
| Distrito Federal (Brasil) | Campeonato Brasiliense | 2          | Desconhecido (Duas vezes) | 1959    | 1969   | – | – |